# Hysgjokaj
Hysgjokaj là một xã trong quận Lushnjë thuộc hạt Fier, Albania. Dân số năm 2005 là 3142 người.